# Koniunkcja (logika)
Koniunkcja – zdanie złożone mające postać p i q, gdzie p, q są zdaniami. W rachunku zdań koniunkcję zapisuje się symbolicznie jako: {\displaystyle p\,\land \,q.} Przez koniunkcję rozumie się też zdanie mające postać {\displaystyle p_{1}} i... i {\displaystyle p_{n}.} Koniunkcję można zdefiniować precyzyjniej jako dwuargumentowe działanie określone w zbiorze zdań lub funkcji zdaniowych, które zdaniom p, q  przyporządkowuje zdanie p i q. Koniunkcja dwóch zdań p i q jest zdaniem prawdziwym wtedy i tylko wtedy, gdy oba zdania p, q są zdaniami prawdziwymi. Niekiedy słowo koniunkcja odnosi się również do spójnika.

## Definicja
Niech {\displaystyle \mathbb {B} } będzie dwuelementowym zbiorem wartości logicznych: {\displaystyle \mathbb {B} =\{0,1\}.} Koniunkcja {\displaystyle \land \,:\mathbb {B} \times \mathbb {B} \to \mathbb {B} } jest funkcją dwuargumentową ze zbioru {\displaystyle \mathbb {B} \times \mathbb {B} } w zbiór {\displaystyle \mathbb {B} }, określoną następująco:
{\displaystyle p\land q=\min(p,q)}
lub równoważnie
{\displaystyle p\land q=p\cdot q}.
Działanie to pozostaje w ścisłym związku z działaniem iloczynu zbiorów (patrz algebra zbiorów). Dlatego zdanie utworzone z innych zdań za pomocą koniunkcji jest też nazywane iloczynem logicznym, a jego zdania składowe nazywane są czynnikami koniunkcji. Koniunkcja dwóch zdań p i q jest zdaniem prawdziwym wtedy i tylko wtedy, gdy oba jej czynniki p, q są zdaniami prawdziwymi.
| {\displaystyle p} | {\displaystyle q} | {\displaystyle p\land q} |
| ----------------- | ----------------- | ------------------------ |
| 0                 | 0                 | 0                        |
| 0                 | 1                 | 0                        |
| 1                 | 0                 | 0                        |
| 1                 | 1                 | 1                        |

gdzie: 1 – zdanie prawdziwe, 0 – fałszywe

## Oznaczenia
Zestawienie symboli koniunkcji, stosowanych przez różnych autorów:
|            | Schröder Peirce          | Peano Russell         | Hilbert                  | Łukasiewicz         |
| ---------- | ------------------------ | --------------------- | ------------------------ | ------------------- |
| Koniunkcja | {\displaystyle p\cdot q} | {\displaystyle p\,.q} | {\displaystyle p\,\&\,q} | {\displaystyle Kpq} |

Do oznaczenia koniunkcji stosowany jest także angielski spójnik AND (symbol funkcji boolowskiej).

## Własności
Koniunkcja jest operacją dwuargumentową i charakteryzuje się następującymi cechami:
- przemienność

{\displaystyle p\,\land \,q\,\Leftrightarrow \,q\,\land \,p}
- łączność

{\displaystyle p\,\land \,(q\,\land \,r)\,\Leftrightarrow \,(p\,\land \,q)\,\land \,r}
- idempotentność

{\displaystyle p\,\land \,p\,\Leftrightarrow \,p}
- rozdzielność względem alternatywy

{\displaystyle p\,\land \,(q\,\lor \,r)\,\Leftrightarrow \,(p\,\land \,q)\,\lor \,(p\,\land \,r)}
{\displaystyle p\,\lor \,(q\,\land \,r)\,\Leftrightarrow \,(p\,\lor \,q)\,\land \,(p\,\lor \,r)}
- prawa De Morgana

{\displaystyle \neg \,(p\,\land \,q)\Leftrightarrow (\neg \,p\,\lor \,\neg \,q)}
{\displaystyle \neg \,(p\,\lor \,q)\Leftrightarrow (\neg \,p\,\land \,\neg \,q)}
Negacja koniunkcji jest równoważna alternatywie negacji, natomiast negacja alternatywy – koniunkcji negacji.

## Przykłady
- Koniunkcja {\displaystyle (2+2=4)\wedge (3+1=5)} jest fałszywa, gdyż wartość logiczna zdania drugiego to 0 (fałsz), a jak wynika z tablicy prawdy koniunkcja jest prawdziwa tylko wtedy, gdy oba warunki są spełnione (to znaczy oba zdania składowe posiadają wartość logiczną równą 1, czyli „prawda”).
- Koniunkcja {\displaystyle (2+2=4)\wedge (3+1=4)} jest prawdziwa, gdyż oba zdania mają wartość logiczną równą 1 (prawda).
- „Krzyś lubi pomarańcze”; „Krzyś lubi jabłka” – Koniunkcja „Krzyś lubi pomarańcze i jabłka” (prawda)
- „Krzyś NIE lubi pomarańczy”; „Krzyś lubi jabłka” – Koniunkcja „Krzyś lubi pomarańcze i jabłka” (fałsz)

## Koniunkcja binarna

Uproszczony schemat bramki logicznej AND.

W informatyce operację koniunkcji binarnej (ang. bitwise AND) stosuje się do par liczb naturalnych wykonując operacje na cyfrach zapisów binarnych tych liczb. Wynik zawiera jedynki na tych pozycjach, na których w obydwu ciągach występowała jedynka, na przykład:
|   | 14 & 4            |                                       |
| = | 0001110 & 0000100 | (liczby w systemie binarnym)          |
| = | 0000100           | (efekt operacji na kolejnych cyfrach) |
| = | 4                 | (wynik w postaci dziesiętnej)         |
W fizycznych układach logicznych funkcji koniunkcji odpowiada bramka logiczna AND (iloczyn bitowy).

## Koniunkcja a język naturalny
Symbol {\displaystyle \land } odpowiada zasadniczo spójnikowi i (a także jego synonimom: oraz i tudzież). Słowo i może jednak posiadać dodatkowe odcienie znaczeniowe, których koniunkcja logiczna nie uwzględnia.
Spójnik i może sugerować wzajemność: Alicja i Bob rozmawiali przez telefon nie oznacza dokładnie tego samego, co Alicja rozmawiała przez telefon i Bob rozmawiał przez telefon.
Słowo i może także oznaczać następstwo czasowe (i następnie) lub związek przyczynowo-skutkowy (i w wyniku tego). Zdanie Mary wyszła za mąż i urodziła dziecko opisuje inną sytuację, niż Mary urodziła dziecko i wyszła za mąż. Podobnie różnią się znaczeniem zdania Tom wziął się do roboty i znalazł wreszcie pracę oraz Tom znalazł wreszcie pracę i wziął się do roboty.